# چلبی (ترکیه)
چلبی (به ترکی استانبولی: Çelebi) یک منطقهٔ مسکونی در ترکیه است که در استان قرق‌قلعه واقع شده‌است. چلبی ۱٬۱۲۶ متر بالاتر از سطح دریا واقع شده‌است.